# Número de Identificação do Veículo

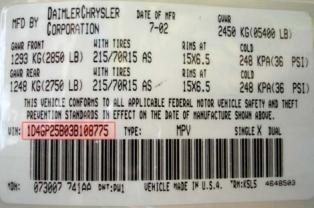
NIV ou VIN (em vermelho) de um automóvel da DaimlerChrysler, fabricado nos Estados Unidos

O NIV - Número de Identificação do Veículo ou VIN - Vehicle Identification Number (em inglês) é a forma de registro universal dos veículos automotivos produzidos. Sua combinação de letras e números torna cada veículo único, visando a promover um registro individual que servirá para diversos fins, entre eles codificação de dados do bem, identificação deste em circunstâncias diversas, como acidente, furto e transações envolvendo compra e venda. No Brasil, também é conhecido como Número do Chassi.

## História
Os NIVs começaram a ser utilizados em 1954, nos Estados Unidos. Até o início dos anos 80, contudo, não havia um padrão para sua codificação.

## Universalização do sistema
Em 1979 a Organização Internacional para Padronização, também conhecida pela sigla ISO (em inglês), lançou a resolução 3779, padronizando o modo como o NIV (ou VIN) deveria ser utilizado, à nível mundial. O código passou a ser formado por 17 caracteres, entre letras e números, que compõe um código único, destinado à informar o país de produção do veículo, seu ano de modelo, características como motor, equipamentos de segurança e localidade(no país) onde foi produzido. Além disso, possui códigos particulares, para diferenciar aquela unidade de outra - eventualmente similar ou idêntica. No Brasil, o sistema foi adotado em 1986.

## Regras e Sistema de Codificação
O código VIN sempre deve obedecer essa lei de formação, logo terá sempre 17 caracteres.
(As letras I, O, Q  não são utilizadas, por sua similaridade com os números 1, 0 (zero))
Apesar de possuir diversos caracteres e uma combinação quase infinita, decifrar o VIN não é tão complicado. Basta familiarizar-se com o significado das letras e números no código que o compõe.
| Trecho do VIN         | Designação |
| --------------------- | --- |
| XXX._______.__.______ | Os primeiros tres caracteres designam, respectivamente, a região geográfica o país de produção e o fabricante. |
| ___.XXXXXX.__.______  | O segundo grupo contém dados referentes ao tipo de carroceria, ao tipo de motor do veículo, seus principais equipamentos de segurança, modelo de automóvel e um dígito verificador, para controle interno do fabricante |
| ___.______.XX.______  | O terceiro grupo contém o ano de modelo do veículo e a localidade de fabricação do veículo. |
| __._______.__.XXXXXX  | O quarto e último grupo contém 6 números para designar, individualmente, o veículo fabricado nas configurações anteriores.                                                                                              |

Com o conhecimento dos códigos, é possível saber diversos dados do veículo, apenas com seu VIN.
Exemplo: 9BG.RD08X0.4G.117974 (Não há pontos no VIN. Eles apenas estão aqui para auxiliar na compreensão separada da sigla.)
Neste exemplo prático, é possível constatar que o veículo em questão é:
| Dados  | Significado                                                                                  |
| ------ | -------------------------------------------------------------------------------------------- |
| 9BG    | Brasil, General Motors                                                                       |
| RD08X0 | Celta, versão LT, carroceria hatchback, motor 1.4L, número verificador interno do fabricante |
| 4G     | ano do modelo do veículo (2004), local de fabricação (Gravataí-RS)                           |
| 117974 | número de série individual do veículo                                                        |

## Códigos
Eis uma lista com os códigos para cada região e países produtores de veículos:
| A–H = África | J–R = Ásia | S–Z = Europa | 1–5 = América do Norte                                                                                                 | 6–7 = Oceania                                                                                   | 8–9 = América do Sul |
| --- | --- | --- | --- | ----------------------------------------------------------------------------------------------- | --- |
| AA-AH África do Sul · AJ-AN Costa do Marfim · AP-A0 ainda não designado · BA-BE Angola · BF-BK Quênia · BL-BR Tanzânia · BS-B0 ainda não designado · CA-CE Benim · CF-CK Madagáscar · CL-CR Tunísia · CS-C0 ainda não designado · DA-DE Egito · DF-DK Marrocos · DL-DR Zâmbia · DS-D0 ainda não designado · EA-EE Etiópia · EF-EK Moçambique · EL-E0 ainda não designado · FA-FE Gana · FF-FK Nigéria · FL-F0 ainda não designado · GA-G0 ainda não designado · HA-H0 ainda não designado · | JA-J0 Japão · KA-KE Sri Lanka · KF-KK Israel · KL-KR Coreia do Sul · KS-K0 ainda não designado · LA-L0 China · MA-ME Índia · MF-MK Indonésia · ML-MR Tailândia · MS-M0 ainda não designado · NA-NE Irão · NF-NK Paquistão · NL-NR Turquia · NS-N0 ainda não designado · PA-PE Filipinas · PF-PK Singapura · PL-PR Malásia · PS-P0 ainda não designado · RA-RE Emirados Árabes Unidos · RF-RK Taiwan · RL-RR Vietname · RS-RO Arábia Saudita · | SA-SM Reino Unido · SN-ST Alemanha · SU-SZ Polónia · S1-S4 Letônia · S5-S0 ainda não designado · TA-TH Suíça · TJ-TP Chéquia · TR-TV Hungria · TW-T1 Portugal · T2-T0 ainda não designado · UA-UG ainda não designado · UH-UM Dinamarca · UN-UT Irlanda · UU-UZ Roménia · U1-U4 ainda não designado · U5-U7 Eslováquia · U8-U0 ainda não designado · VA-VE Áustria · VF-VR França · VS-VW Espanha · VX-V2 Sérvia · V3-V5 Croácia · V6-V0 Estónia · WA-W0 Alemanha · XA-XE Bulgária · XF-XK Grécia · XL-XR Países Baixos · XS-XW União Soviética · XX-X2 Luxemburgo · X3-X0 Rússia · YA-YE Bélgica · YF-YK Finlândia · YL-YR Malta · YS-YW Suécia · YX-Y2 Noruega · Y3-Y5 Bielorrússia · Y6-Y0 Ucrânia · ZA-ZR Itália · ZS-ZW ainda não designado · ZX-Z2 Eslovênia · Z3-Z5 Lituânia · Z6-Z0 ainda não designado · | 1A-10 Estados Unidos · 2A-20 Canadá · 3A-37 México · 38-30 Ilhas Caimã · 4A-40 Estados Unidos · 5A-50 Estados Unidos · | 6A-6W Austrália · 6X-60 ainda não designado · 7A-7E Nova Zelândia · 7F-70 ainda não designado · | 8A-8E Argentina · 8F-8K Chile · 8L-8R Equador · 8S-8W Peru · 8X-82 Venezuela · 83-80 ainda não designado · 9A-9E Brasil · 9F-9K Colômbia · 9L-9R Paraguai · 9S-9W Uruguai · 9X-92 Trinidad e Tobago · 93–99 Brasil · 90 ainda não designado · |

Tabela com códigos para o ano de modelo:
| Código | Ano  |  | Código | Ano  |  | Código | Ano  |  | Código | Ano  |  | Código | Ano  |  | Código | Ano  |
| ------ | ---- |  | ------ | ---- |  | ------ | ---- |  | ------ | ---- |  | ------ | ---- |  | ------ | ---- |
| A =    | 1980 |  | L =    | 1990 |  | Y =    | 2000 |  | A =    | 2010 |  | L =    | 2020 |  | Y =    | 2030 |
| B =    | 1981 |  | M =    | 1991 |  | 1 =    | 2001 |  | B =    | 2011 |  | M =    | 2021 |  | 1 =    | 2031 |
| C =    | 1982 |  | N =    | 1992 |  | 2 =    | 2002 |  | C =    | 2012 |  | N =    | 2022 |  | 2 =    | 2032 |
| D =    | 1983 |  | P =    | 1993 |  | 3 =    | 2003 |  | D =    | 2013 |  | P =    | 2023 |  | 3 =    | 2033 |
| E =    | 1984 |  | R =    | 1994 |  | 4 =    | 2004 |  | E =    | 2014 |  | R =    | 2024 |  | 4 =    | 2034 |
| F =    | 1985 |  | S =    | 1995 |  | 5 =    | 2005 |  | F =    | 2015 |  | S =    | 2025 |  | 5 =    | 2035 |
| G =    | 1986 |  | T =    | 1996 |  | 6 =    | 2006 |  | G =    | 2016 |  | T =    | 2026 |  | 6 =    | 2036 |
| H =    | 1987 |  | V =    | 1997 |  | 7 =    | 2007 |  | H =    | 2017 |  | V =    | 2027 |  | 7 =    | 2037 |
| J =    | 1988 |  | W =    | 1998 |  | 8 =    | 2008 |  | J =    | 2018 |  | W =    | 2028 |  | 8 =    | 2038 |
| K =    | 1989 |  | X =    | 1999 |  | 9 =    | 2009 |  | K =    | 2019 |  | X =    | 2029 |  | 9 =    | 2039 |

## Remarcação do VIN
Trata-se de um procedimento que, no caso do Brasil, é coordenado pelo Detran. O serviço consiste na remarcação do Número de Identificação do Veículo (VIN) em caso de furto, roubo ou quando danificado por ferrugem ou acidente. Requer o preenchimento de formulários, comparecimento numa unidade oficial do orgão e apresentação de documentos específicos, como laudos técnicos ou boletim de ocorrência policial.
Ao ter o número do VIN remarcado, o veículo ganha uma anotação no campo Observações no seu documento de registro. Remarcar o VIN por outro motivo que não os descritos pelo Detran é ilegal. A Effa Motors efetuou a remarcação do número do chassi de alguns automóveis novos a serem vendidos no Brasil, com a finalidade de alterar o ano de fabricação dos mesmos; para não obter prejuízo com automóveis de ano anterior ao corrente, ainda em estoque.